# 삼성 갤럭시 A52s 5G
삼성 갤럭시 A52s 5G(Samsung Galaxy A52s 5G)은 2021년 9월에 출시한 삼성 갤럭시 A 시리즈의 모델이며, 지문인식, 삼성 페이 등이 탑재된 모델이다.

## 하드웨어

### 카메라
후면 카메라는 메인 카메라, 초광각 카메라, 심도 카메라, 접사 카메라 총 쿼드 카메라 구성이며 메인 카메라는 64MP에 조리개 값 F1.8, 초광각 카메라는 12MP에 조리개 값 F2.2, 심도 카메라는 5MP에 조리개 값 F2.4 접사 카메라는 5MP에 조리개 값 F2.4이다. 후면 카메라(그중 메인카메라)의 경우 최대 4K 30fps까지 지원하며 메인 카메라에 OIS가 탑제되어있다. 전면 카메라는 32MP에 F2.2인 카메라 하나로 구성되어있다.

### 메모리
6GB과 8GB 용량의 RAM을 탑제하였으며 내장메모리 용량은 128GB 및 256GB이다. 마이크로 SD 규격의 내장메모리를 최대 1TB까지 지원한다. 또 가상RAM도 지원한다.

### 디스플레이
6.5인치 20:9 비율의 1080 x 2400 해상도를 가진 Super AMOLED 방식의 디스플레이를 사용한다. 전면 카메라가 기기의 상단 중앙에 위치하였고 카메라 부분의 베젤이 O자로 생긴 Infinity-O Display를 탑제하였다. 초당 120개의 화면을 보여주는 120Hz 디스플레이가 탑제되었다.

### 배터리
4500mAh 배터리를 탑제하여 최대 비디오 재생 시간은 20시간이다. 25W 충전을 지원한다.

### 연결
단말기의 하단에 USB type-C 규격의 단자 1개, 3.5mm 단자 1개가 있다. 블루투스 버전은 5.0이다.

### 기타
IP67 등급의 방수방진과 스테리오 스피커를 지원한다. 지문인식은 디스플레이 내장형 광학식 지문인식을 탑제하였다.

## 한국 출시
2021년 9월 3일 출시하였으며 가격은 59만 9500원이다.